# Wouter van Heemskerk

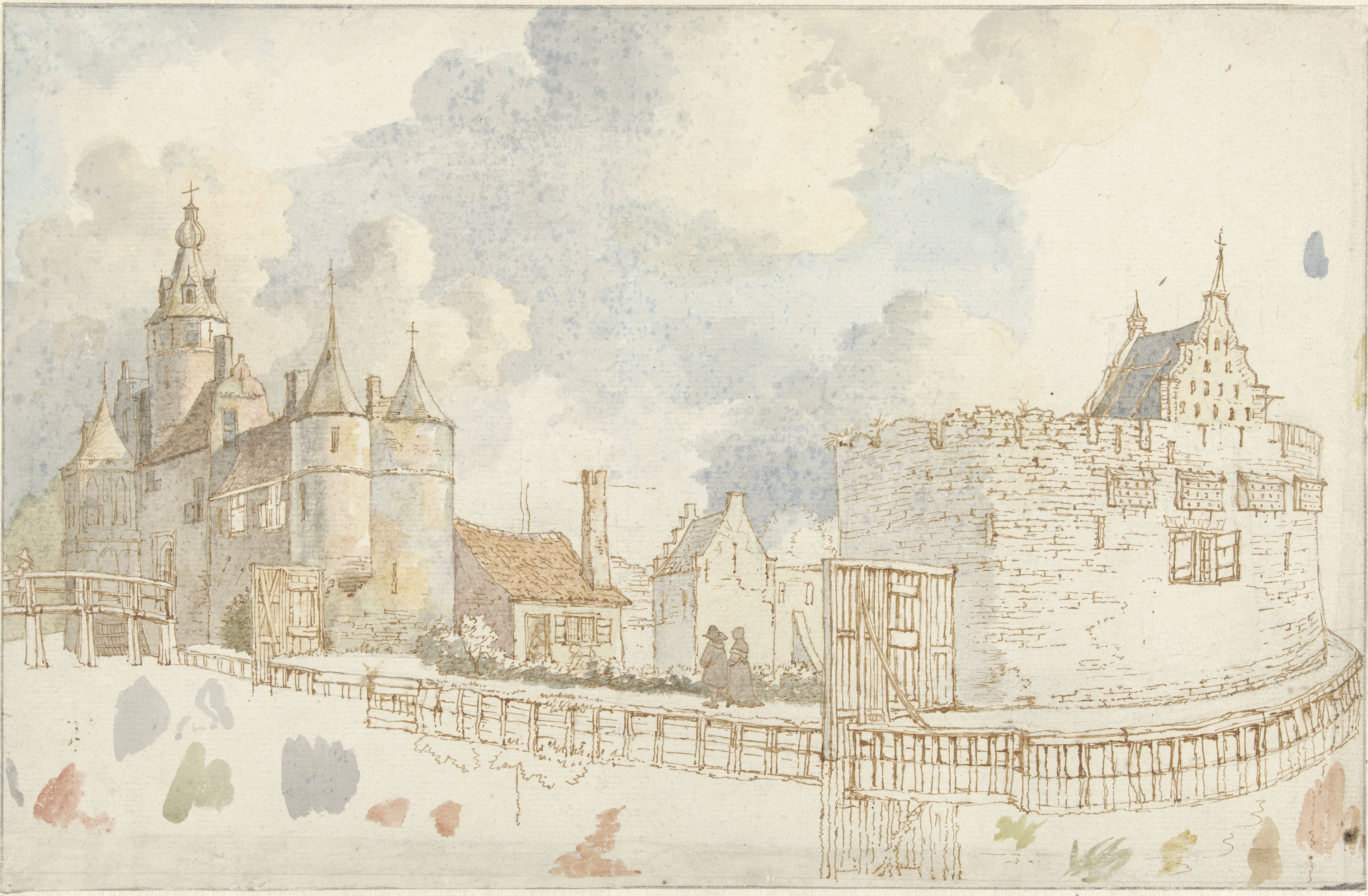
Kasteel Marquette en rechts de ruïne van slot Heemskerk, tekening Jan Hulswit.

Wouter van Heemskerk (Latijn: Walter de Eemskerck) (± 1330 - 10 maart 1380) was Heer van Heemskerk, Oosthuizen en een Kabeljauwse opstandige.

## Levensloop
Zijn ouders waren Gerard III van Heemskerk en Ada van Egmond, een dochter van Gerard II van Egmond. Op 28 maart 1353 wordt Wouter met zijn vader genoemd omtrent een akte om Bergen, ridder Gerard van Merxem kon zijn schulden niet betalen en als onderpand mochten vader en zoon Van Heemskerk het ambacht Bergen verkopen. Hij volgt zijn vader op in zijn bezittingen tussen 1357-58 waaronder het slot Heemskerken en de ambachten Oosthuizen, Oostzaan, Etershem vielen. Tot in 1358 behoorde hij tot de advies raad van de Hertog Albrecht van Beieren- graaf van Holland. Al snel verviel hij uit de gunst bij de graaf vanwege een vermeende aanslag op Reinoud I van Brederode, de Baljuw van Kennemerland in Castricummerzand, hij bood de aanslagplegers onderdak in zijn kasteel te Heemskerk en vervolgens werd zijn burcht ruim elf weken belegerd. De eerste weken door Reinoud van Brederode zelf, maar daarna werd de leiding van het beleg op het kasteel overgedragen aan Dirk van Polanen. De reden van onderdak verlening van de aanslagplegers was mogelijk doordat er familie leden betrokken waren bij de aanslag waaronder zijn neef Hendrik van der Woerd. Op 24 maart 1359 geeft Wouter zich over aan de graaf van Holland.
Hij werd in gevangenschap genomen en overgebracht naar Brielle, waar hij ruim anderhalf jaar verbleef en op 30 december 1360 vrij kwam. Dit echter niet voordat er een verzoening kwam met Albrecht van Beieren, door middel van excuses en zijn vrouw Margaretha van Moermont moest binnen een jaar zorgen dat er 7000 Brusselse Schilden werden betaald voor Wouters borgtocht. Vanaf 1361 wordt Wouter genoemd bij bedijkingswerkzaamheden op Noord-Beveland en in juli 1364 werkt hij samen met Simon van Haarlem aan de aanleg van een sluis bij Spaarndam. Van Heemskerk is getuige op 31 december 1367 bij een stichting van 12 kanunniken in de hofkapel in Den Haag door Albrecht van Beieren. In 1378 is Van Heemskerk weer gevangen genomen en in hechtenis gezet in Zierikzee, het is onduidelijk gebleven wat Van Heemskerk nu weer had gedaan. Op 8 juli 1379 is er weer een verzoening met de graaf van Holland. Na zijn vrijlating heeft Wouter nog maar bitter weinig bezittingen, niet meer dan zijn kasteel te Heemskerk, alle andere bezittingen waren overgegaan op Jan II van Polanen. Zijn kasteel verviel na zijn dood aan het grafelijk domein.
Wouter van Heemskerk trouwde twee keer in zijn leven, zonder wettige kinderen achter te laten:
- Margaretha van Haamstede, vrouwe van Moermont
- Catherina van Asperen